# Солод Юрій Васильович
Юрій Васильович Солод (27 квітня 1972 , Красний Кут, Ворошиловградська область ) — український проросійський політик, народний депутат України VIII скликання. Член депутатської фракції «Опозиційний блок». Володіє алюмінієвими підприємствами «Солур» та «Укрспецмет». Громадянин Росії.

## Життєпис
Народився 27 квітня 1972 року в селищі Красний Кут Антрацитівського району Луганської області. Закінчив Східноукраїнський національний університет ім. В. Даля за спеціальністю «Менеджмент організацій».
У 2000 році створив підприємство «Солур», а у 2006 році — «Укрспецмет».

### Партійна діяльність
На осінніх парламентських виборах 2014 року обраний народним депутатом України по одномандатному виборчому окрузі № 47. Був висунутий партією «Опозиційний блок». Після складання присяги вступив у депутатську фракцію «Опозиційний блок».
Народний депутат України IX скликання. Член Комітету Верховної Ради з питань фінансів, податкової та митної політики.
На парламентських виборах 2019 року Солод був переобраний, цього разу як кандидат від партії "Опозиційна платформа - За життя" після перемоги в тому ж одномандатному окрузі. Його дружина Королевська також була переобрана, посівши 4-е місце в партійному списку "Опозиційної платформи - За життя".
У лютому 2023 року Солод і його дружина Королевська подали заяви про позбавлення їх депутатських мандатів за "станом здоров'я та сімейними обставинами". 24 лютого 2023 року було достроково припинено повноваження Юрія Солода, у якості депутата Верховної Ради України.

## Критика
Солод Юрій причетний до незаконного експорту кольорових металів та корупційних закупівель вугілля.
У декларації приховав, що володіє автомобілем Range Rover.

## Сім'я
В першому шлюбі мав дружину - Солод Оксану, яка працювала в Луганській обласній санітарно-епідемілологічній станції, надалі Луганському обласному лабораторному центрі. Має доньку від цього шлюбу Валерію, яка працювала помічницею  депутата Верховної Ради України. 
Друга дружина — Королевська Наталія Юріївна, народний депутат України 5-го, 6-го, 8-го і 9-го скликань. Виховує трьох дітей.
Старший син, Ростислав (2.03.2001), у жовтні 2020 року, отримав мандат депутата Краматорської міської ради VIII скликання від партії «ОПЗЖ» та став членом постійної комісії з питань соціально-економічного розвитку, планування, бюджету, фінансів, зовнішньоекономічної діяльності.